# Парадокс на неочакваното обесване
Парадоксът на неочакваното обесване е парадокс, свързан с логиката. Той съществува в различни форми: неочаквано контролно, неочаквано обесване и много други. Най-популярната версия е следната:
„Един затворник е осъден на смърт. Съдията му казва, че обесването ще се извърши на обяд през някой ден от следващата седмица, но затворникът няма да знае кой точно ден, докато не настъпи пладне на този ден. Изслушвайки присъдата, затворникът си мисли, че ще я избегне, като разсъждава по следния начин: „Екзекуцията не може да бъде в петък, защото петък е последният ден от седмицата и ако беше в петък, до петък на обяд със сигурност ще знам, че екзекуцията трябва да се проведе в петък, но присъдата твърди, че аз няма да знам кога ще бъде обесването, докато не настъпи пладне на същия ден. След като екзекуцията няма да бъде в петък, то не може да бъде и в четвъртък, защото четвъртък остава последния възможен ден за изпълнението ѝ и по същата логика обесването не може да бъде нито в сряда, нито във вторник, нито в понеделник.“ И така затворникът отива в килията си, мислейки, че ще избегне смъртното наказание. В сряда на обяд почукват на вратата на затворника и го обесват. Екзекуцията, въпреки всичко, се оказва изненада за затворника.“
Макар да изглежда прост, този парадокс е в основата на твърде сложни философски спорове.